# ذا ستانلي بيربل
ذا ستانلي بيربل (بالإنجليزية: The Stanley Parable)‏ هي لعبة فيديو صدرت في 2011 ثم تم إعادة إصدارها كلعبة مستقلة بجودة عالية في 2013 وهي عبارة عن قصة تفاعلية، وهي متوفرة على أجهزة مايكروسوفت ويندوز وأو إس عشرة. ومبنية بواسطة محرك سورس.

## القصة وأسلوب اللعب
اللعبة من منظور الشخص الأول. ويمكن للاعب التحرك والتفاعل مع بعض عناصر بيئة اللعبة كالضغط على الأزرار أو فتح الأبواب.
يتم تقديم القصة إلى اللاعب عبر التعليق الصوتي من قبل راوي اللعبة (يؤدي صوته الممثل البريطاني كيفن برايتنغ)، بينما اللاعب لديه الفرصة في اتحاذ القرارات وتحديد المسار الذي يمضي معه، راوي القصة يسرد قصة شخص يدعى «ستانلي» وهو الشخصية التي يتحكم بها اللاعب.
حيث أن ستانلي مكلف بمراقبة البيانات القادمة على شاشة الحاسوب ولكن في أحد الأيام تتوقف البيانات وتصبح الشاشة فارغة. عندما خرج ستانلي من مكتبه وبدأ في استكشاف المبنى وجده خاليا من الناس حيث اختفى جميع زملائه في العمل.
ولأنه في بعض الأحيان يتحدث الراوي عما سوف يقوم به ستانلي تالياً قبل أن يفعله، فيمكن للاعب تجاهل ما يقوله الراوي واتخاذ خيار آخر مغيراً مسار القصة، حيث يتفاعل الرواي بشكل مختلف مع اللاعب من خلال اختلاف القرارات التي تتخذ.

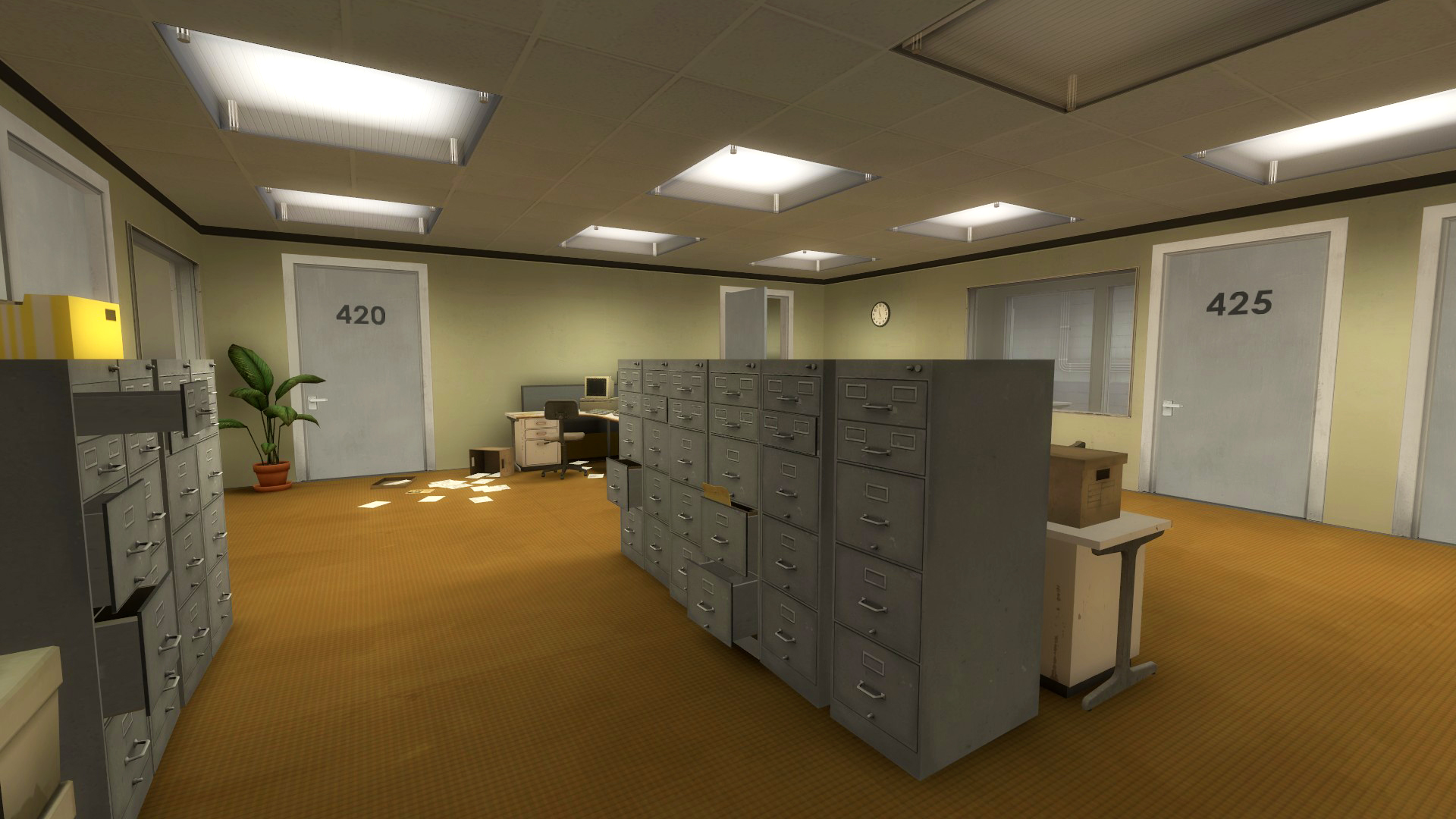
لقطة من بداية اللعبة

## وصلات خارجية
- ذا ستانلي بيربل على موقع IMDb (الإنجليزية)

- الموقع الرسمي